# Giovanni Battista Nini
Giovanni Battista Nini (Urbino, marzo 1717 – Chaumont-sur-Loire, 1º maggio 1786) è stato uno scultore e medaglista italiano.

## Biografia
Suo padre, un modesto pittore, gli insegna i primi rudimenti dell'incisione. Nini inizia a praticare quest'arte a Bologna, mentre studia scultura all'Accademia Clementina agli inizio degli anni 1730. Ottiene nel 1735 il secondo premio in scultura al premio Marsili, uno dei tre premi che l'Accademia assegnava agli allievi più meritevoli, intitolato a Ferdinando Marsili, uno dei fondatori dell'Accademia.
Dopo il 1740 si trasferisce a Madrid dove si sposa e pratica l'incisione decorativa su cristallo. Nel 1755 è arrestato sotto accusa di furto, poi d'eresia e rimane in carcere per due anni. Si sposta poi a Parigi dove inizia a produrre con successo dei ritratti in medaglioni di terracotta. Nel 1772, si trasferisce a Chaumont-sur-Loire, dove prende la direzione della manifattura di cristalli e di ceramica di utilità create da Jacques-Donatien Le Ray de Chaumont.
Mentre lavora alla manifattura continua la sua opera di scultore di ritratti su medaglioni fino alla morte nel 1786.

## Opere
Realizza più di centodieci ritratti su medaglioni di terracotta che immortalano personalità dell'epoca.
Nella tradizione di artisti come Edmé Bouchardon o Jean-Antoine Houdon, e anche della numismatica, Nini raffigura i suoi modelli in busti di profilo.
In particolare scolpisce ritratti su medaglioni del suo mecenate Jacques-Donatien Le Ray de Chaumont, di Luigi XV, di Caterina II di Russia, di Voltaire, del Conte di Caylus o di Benjamin Franklin. Numerosi ritratti fissano la fisionomia dei membri della piccola aristocrazia, del clero o della borghesia dei dintorni.
Nini si fece una fame per il suo virtuosismo e per la raffinatezza della sua esecuzione. Lavorava con degli stampi. Creava inizialmente un modello probabilmente in cera da cui creava uno stampo in negativo, che poteva essere di terracotta, zolfo o gesso. Faceva seguito da uno sbozzo gesso, che serviva a genera uno stampo in terracotta usato per tirare poi l'opera finale in terracotta.
Ogni passaggio aveva dei ritocchi effettuati dall'artista. Usava una barbottina molto fine per ottenere il massimo di precisione nei dettagli al momento di tirare l'opera finale.

## Opere presenti in collezioni pubbliche
Stati Uniti
- New York, Metropolitan Museum of Art.

Francia
- Angers, musée des beaux-arts.
- Blois, musée des beaux-arts.
- Chaumont-sur-Loire, château de Chaumont-sur-Loire.
- Écouen, musée national de la Renaissance.
- Nevers, musée municipal Frédéric Blandin.
- Orléans, musée des beaux-arts.
- Parigi :
  - Biblioteca nazionale di Francia, département des monnaies, médailles et antiques.
  - museo Carnavalet.
  - museo du Louvre.
- Reims, musée des beaux-arts.
- Sèvres, musée national de Céramique.
- Vizille, musée de la Révolution française.

## Galleria d'immagini

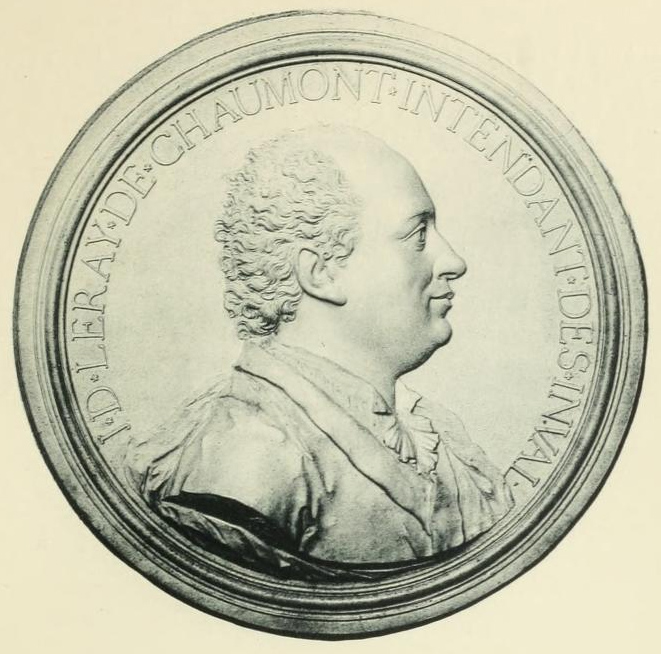
Ritratto di Jacques-Donatien Le Ray de Chaumont (1771), terra-cotta, château de Chaumont-sur-Loire.
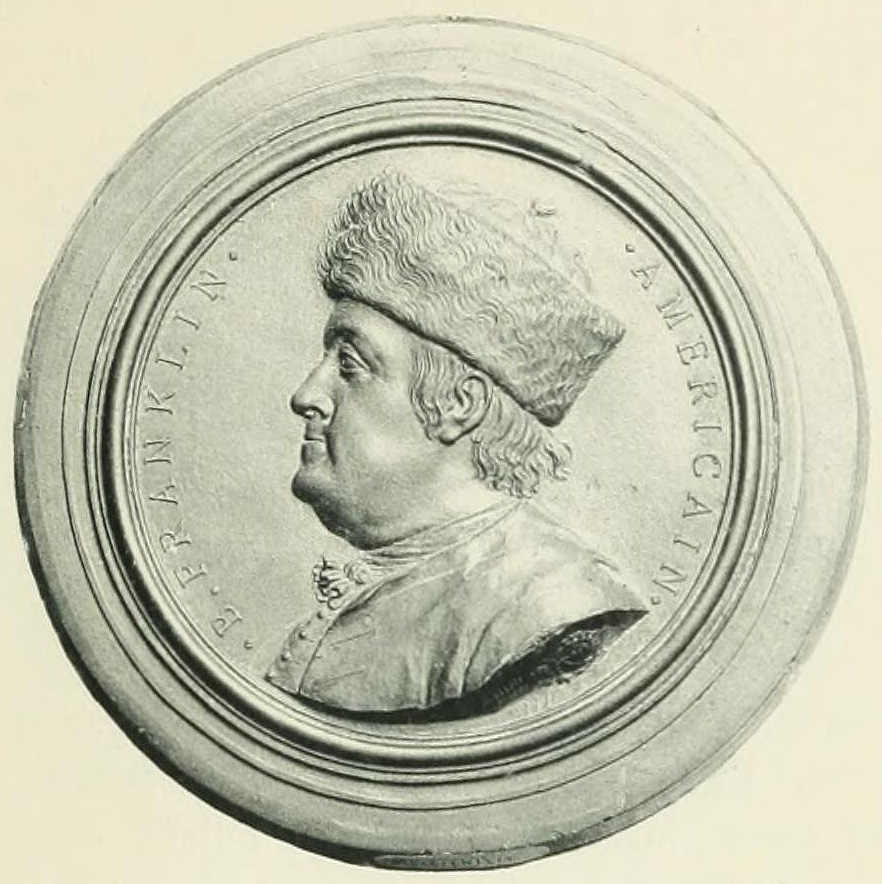
Ritratto di Benjamin Franklin in berretto di pelliccia (1777), terra-cotta, château de Chaumont-sur-Loire.